# Marie Monod

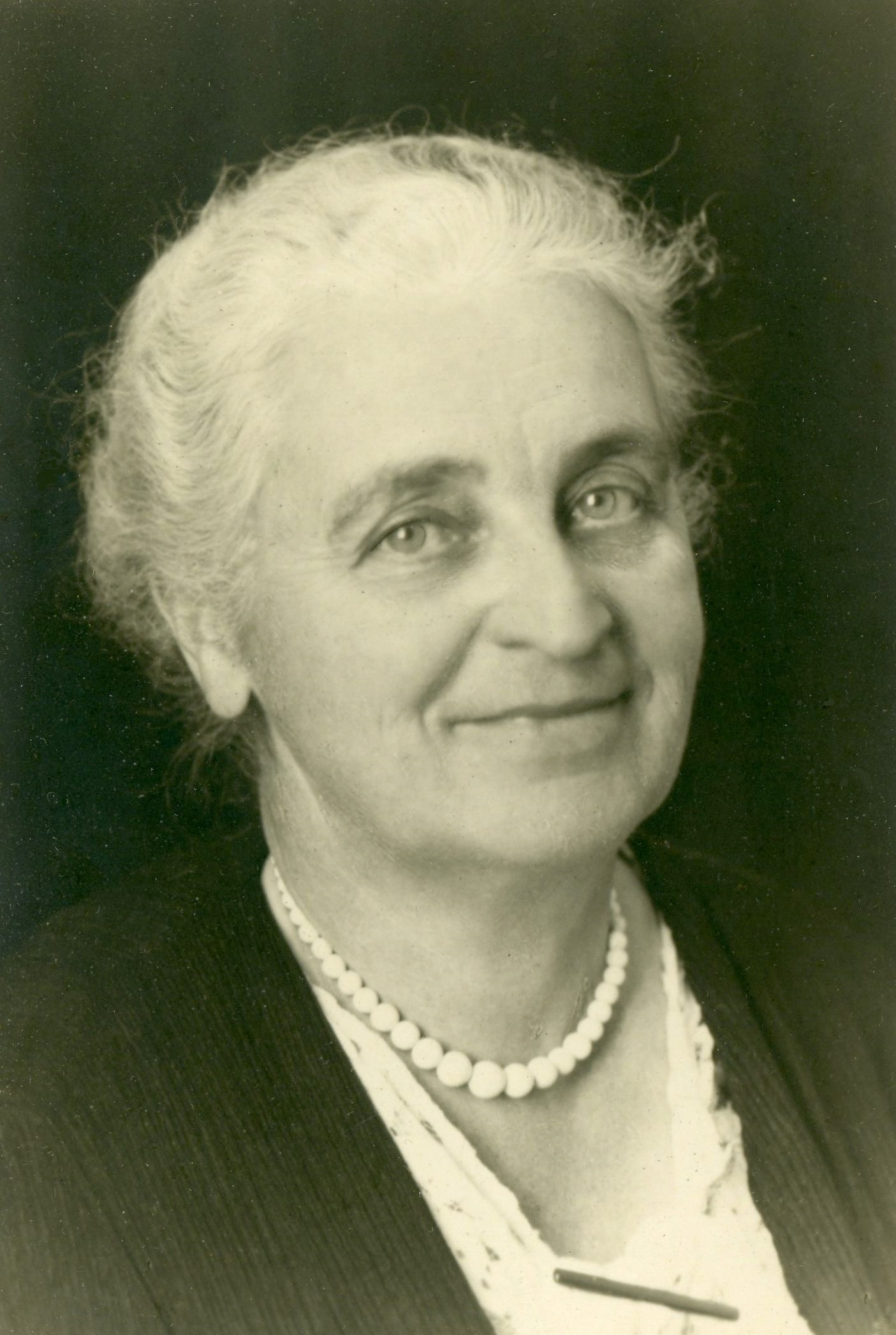
Marie Monod

Marie Octave Monod, geboren als Marie Chavannes (* 23. November 1876 in Lyon; † 31. Dezember 1966 in Paris) war eine französische Historikerin und Feministin.

## Leben
Marie Chavannes’ Vater war Émile Chavannes, ein Ingenieur, der aus einer Linie von Waadtländer Pastoren stammte. Ihre Mutter hieß Laure, geborene Poy, Tochter von Félix Poy, einem Seidenindustriellen. Marie war die Halbschwester des Sinologen Édouard Chavannes.
Marie genoss eine von protestantischen Moralvorstellungen geprägte Erziehung, besuchte eine Privatschule und anschließend das Mädchengymnasium Edgar-Quinet. Sébastien Charléty, der damals in Lyon lehrte, bereitete sie auf die Agrégation in Geschichte vor. Mit dem Abschluss bi-admissible setzte sie ihr Geschichtsstudium an der Fakultät in Lyon fort.
Am 25. April 1902 heiratete sie in Lyon den Medizinstudenten Octave Monod. Das Paar hatte zwei Kinder, Noël im Jahr 1911 und Marie-Laure im Jahr 1913. Marie-Laure heiratete Jean-Marcel Jeanneney, einen Wirtschaftswissenschaftler, Akademiker und Politiker. Ihr Sohn, Jean-Noël Jeanneney, ist Historiker und Politiker. Die Familie ließ sich 1919 in Paris nieder.
1920 gründete Marie Monod zusammen mit Marie Bonnet, der damaligen Leiterin der Maison des étudiantes (Haus der Studentinnen) in Paris, die Société féminine de rapprochement universitaire, die später ihren heutigen Namen Association française des femmes diplômées des universités (Französischer Verband der Hochschulabsolventinnen, AFFDU) annahm und Mitglied der Fédération internationale des femmes diplômées des universités (Internationale Föderation der Hochschulabsolventinnen) war. Die Gründerinnen der AFFDU waren davon überzeugt, dass die Bildung von Mädchen sowohl ein Friedensfaktor als auch der Schlüssel zur Förderung von Frauen sei. Marie Bonnet wurde die erste Generalsekretärin und Marie Monod erste Schatzmeisterin. 1923 wurde Marie Monod für zehn Jahre Präsidentin der Organisation und war anschließend weitere zehn Jahre Ehrenpräsidentin. Bis 1940 gab sie das Bulletin der AFDU heraus und verfasste dort die Revue des revues (Zeitschrift der Zeitschriften), für die sie englische und deutsche Texte übersetzte. Sie kämpfte für die Förderung von Frauenstudien und -karrieren, beteiligte sich an der Vergabe von Stipendien für französische Studentinnen im Ausland und für ausländische Studentinnen in Frankreich. Als Mitglied des internationalen Rates der AFFDU vertrat sie Frankreich im Ausland. 1923 organisierte sie in Paris den zweiten Kongress der Vereinigung, an dem 300 Teilnehmerinnen aus siebzehn Ländern teilnahmen. Sie war Vorsitzende der Bildungskommission des Conseil national des femmes françaises (CNFF). Zwischen 1934 und 1962 fungierte sie als Generalsekretärin der Stiftung des Musée Clemenceau, wobei sie bis 1949 unter dem Vorsitz von Jules Jeanneney und danach von Nicolas Pietri stand.
Während des Zweiten Weltkriegs stützte sie sich zusammen mit Marie-Louise Puech auf das AFFDU-Netzwerk, um zahlreichen nach Frankreich geflüchteten Intellektuellen – aus Polen, Tschechien oder Skandinavien – beim Überleben zu helfen. Sie half bei ihrer Evakuierung in die freie Zone oder in die Schweiz und besuchte internierte Personen.
Marie Monod war auch in der Union nationale des Amies de la Jeune Fille aktiv, einer Vereinigung, die Heime für Angestellte und Arbeiterinnen sowie Vermittlungsbüros betrieb und gegen die Prostitution kämpfte. Sie spielte auch eine wichtige Rolle im Œuvre des Gares (Bahnhofswerk). Dieses 1902 gegründete Werk hat es sich zur Aufgabe gemacht, alleinstehende Mütter und ihre Babys aufzunehmen (1955 wurde es in Accueil et reclassement féminin - Œuvre des gares umbenannt). Marie Octave Monod trug dazu bei, Geld zu beschaffen, um den Neuanfang dieser Organisation ab 1945 zu unterstützen.
1958 wurde sie zum Ritter der Ehrenlegion ernannt.

## Werke
1902 veröffentlichte und kommentierte sie das Mémoire sur le gouvernement de Lyon von Lambert d’Herbigny, dem Intendanten Ludwig XIV. 1937 verfasste sie eine Biografie der Schriftstellerin und Historikerin Gräfin Marie d'Agoult. 1939 veröffentlichte sie das Lexique international des termes universitaires mit Vorworten von Édouard Herriot und Gilbert Murray. Das in Französisch und Englisch verfasste Werk stellt die universitären Einrichtungen der ganzen Welt detailliert vor, um den Austausch zu erleichtern.
- Mémoire sur le gouvernement de Lyon (1697) par Lambert d’Herbigny, Introduction et notes par M. Chavannes. Rey et Cie éditeurs, 1902.
- Daniel Stern, comtesse d’Agoult. De la Restauration à la IIIe République. Plon, 1937.
  - Neuausgabe 2022 bei Éditions Des femmes, ISBN 978-2-7210-0985-2[12]
- Lexique international des termes universitaires. Gauthier-Villars, 1939.